# Magí Baixeres
Magí Baixeres (? s.XVII - Barcelona 1714) fou militar català durant la Guerra de Successió Espanyola.
Partidari progermànic, ja lluità contra els Borbons durant el setge francès de 1697, dirigit pel general Vendôme. Continuà lluitant contra els francesos durant el Setge de Barcelona de 1706 i va participar en la defensa de Girona (1710-11).
Ascendit al grau de capità del Regiment número 5 "Ciutat de Barcelona", morí durant la batalla de l'11 de setembre de 1714. Probablement es troba enterrat al Fossar de les Moreres.